# Snake's Revenge
Snake's Revenge är ett TV-spel till Nintendo Entertainment System, NES som släpptes 1990 i Nordamerika och 1991 i Europa. Det är en uppföljare till det första Metal Gear som släpptes 1987 till NES. Likt NES-versionen av Metal Gear så låg heller inte Metal Gear's skapare Hideo Kojima bakom Snake's Revenge.

## Spelet
Spelaren skall, förutom att besegra fiender, även samla på sig vapen och utrustning, samt hitta passerkort.

### Fotnoter
1. 1 2  ”Snake's Revenge”. NES DB. 27 februari 1990. Arkiverad från originalet den 27 april 2014. https://web.archive.org/web/20140427010639/http://www.nesdb.se/game_more.php?id=1331&rid=1. Läst 25 april 2014.